# John Reed Swanton
John Reed Swanton (Gardiner, Maine, Estats Units, 19 de febrer de 1873 - Newton, Massachusetts, Estats Units, 2 de maig de 1958) va ser un antropòleg i lingüista estatunidenc que va treballar amb els pobles nadius d'Amèrica al llarg dels Estats Units. Swanton va aconseguir el reconeixement en el camp de l'etnologia i l'etnohistòria. És particularment conegut pel seu treball amb els pobles indígenes del Sud-est i Nord-oest del Pacific.

## Primers anys i educació
Nascut a Gardiner (Maine), Swanton va assistir a escoles locals i després va entrar a la Universitat Harvard. Va obtenir la llicenciatura en 1897 i un doctorat el 1900. El seu mentor a Harvard era Frederic Ward Putnam. Va estudiar lingüística amb Franz Boas a la Universitat de Colúmbia en 1898 i 1899.

## Carrera
Després dels seus estudis Swanton va fer primer treball de camp al nord-oest. En la seva carrera va treballar sobretot amb els tlingits i haides. Va produir dues extenses recopilacions d'històries i mites dels haida, i va transcriure molts d'aquests en haida. Aquestes transcripcions han servit com a base de la recent traducció (1999) de Robert Bringhurst de la poesia dels contadors de mites haida Skaay i Gandl. Swanton va passar aproximadament un any amb els haida.
Va començar a treballar per al Bureau of American Ethnology del Smithsonian Institution de Washington, DC. Va treballar amb ells durant la resta de la seva carrera, de gairebé 40 anys. Una altra àrea important d'estudi va ser dels pobles de parla muskogi de Texas, Louisiana i Oklahoma. Swanton va publicar extensament sobre els creek, chickasaws i choctaws. També va documentar anàlisis sobre molts altres grups menys coneguts, com els biloxi i ofo. Va treballar amb el parlant de natchez Watt Sam i va argumentar a favor de la inclusió de la llengua Natchez (llengua) amb el grup lingüístic muskogi.
Swanton va escriure diccionaris parcials, estudis de les relacions lingüístiques, col·leccions de relats nadius, i estudis de l'organització social. Va treballar amb Earnest Gouge, un creek que va registrar un gran nombre d'històries tradicionals a petició del Swanton. Aquests materials mai van ser publicats per Swanton. Recentment han estat publicats online com Creek Folktales by Earnest Gouge, en un projecte de The College of William and Mary
Swanton també treballà amb la llengua caddo i va publicar un estudi breu sobre el sistema quipu dels inques.
Swanton fou president de l'American Anthropological Association el 1932. També fou editor del portaveu de l'American Anthropological Association, American Anthropologist, el 1911 i durant 1921-1923.
Swanton va morir a Newton (Massachusetts) a l'edat de 85 anys.

## Obres
- 1905. "Contributions to the Ethnology of the Haida", Publications of the Jesup North Pacific Expedition 5(1); American Museum of Natural History Memoirs 8(1). Leiden: E.J. Brill; New York: G.E. Stechert.
- 1905. "Haida Texts and Myths: Skidegate Dialect", Bureau of American Ethnology Bulletin, No. 29. Washington, D.C.: Government Printing Office.
- 1909. "Tlingit Myths and Texts", Bureau of American Ethnology Bulletin, No. 39. Smithsonian Institution; Washington, D.C.:Government Printing Office.
- 1911. "Indian Tribes of the Lower Mississippi Valley and Adjacent Coast of the Gulf of Mexico",. Bureau of American Ethnology Bulletin, No. 43. Washington, D.C.: Government Printing Office, available on Portal to North Texas Website, University of North Texas
- 1918. "An Early Account of the Choctaw Indians", American Anthropologist, Vol. 5, pp. 51–72.
- 1922. "Early History of the Creek Indians and Their Neighbors", Bureau of American Ethnology Bulletin, No. 73. Washington D.C.: Government Printing Office.
- 1927. "Religious Beliefs and Medical Practices of the Creek Indians", Forty-Second Annual Report of the Bureau of American Ethnology, pp. 639–670. Washington, D.C.: Government Printing Office.
- 1928. "Social Organization and the Social Usages of the Indians of the Creek Confederacy", Forty-Second Annual Report of the Bureau of American Ethnology for the Years 1924-1925, pg. 279-325. Washington, D.C. Government Printing Office.
- 1929. "Myths & Tales of the Southeastern Indians", Bureau of American Ethnology Bulletin, No. 88, Smithsonian Institution, Washington, D.C.: Government Printing Office.
- 1931. "Modern Square Grounds of the Creek Indians", Smithsonian Miscellaneous Collections, Vol. 85, No. 8., pp. 1–46 + Plates.
- 1931. "Source Material for the Social and Ceremonial Life of the Choctaw Indians", Bureau of American Ethnology Bulletin, No. 103. Washington, D.C.:Government Printing Office.
- 1946. The Indians of the Southeastern United States. Bureau of American Ethnology Bulletin, No. 137. Washington, D.C.: Government Printing Office.
- 1952. The Indian Tribes of North America. Smithsonian Institution Bureau of American Ethnology Bulletin, No. 145. Washington: Government Printing Office
- 1952. Swanton, "California Tribes" Arxivat 2006-05-05 a Wayback Machine., The Indian Tribes of North America. Smithsonian Institution Bureau of American Ethnology Bulletin, No. 145. Washington: GPO, Native American Documents Project, California State University. San Marcos, 2007

Amb James Owen Dorsey:
- 1912. A Dictionary of the Biloxi and Ofo Languages. Bureau of America Ethnology Bulletin, No. 47. Smithsonian Institution, Washington, D.C.:Government Printing Office.